# Dan Turèll
Dan Turèll, né le 19 mars 1946 et mort le 15 octobre 1993, est un écrivain et un journaliste danois.

## Biographie
Après avoir écrit des poèmes, il est devenu un auteur culte de romans policiers, créant le premier détective privé classique de la littérature danoise.
Écrivain prolifique, très peu de ses œuvres sont disponibles en français, chez Ginkgo éditeur et dans la collection de poche des Éditions de l'Aube :
- Meurtres à l'heure de pointe
- Minuit à Copenhague ( également publié sous le titre "Mortels lundis" )
- Meurtre dans la pénombre

Un café lui est dédié en plein cœur de Copenhague, et une place de Halmtorvet a été renommé Onkel Dannys Plads (Place Oncle Danny) d'après son surnom.